# Marie-Eugénie du Tillet
Marie-Eugénie du Tillet est un personnage de La Comédie humaine d’Honoré de Balzac qui apparaît essentiellement dans Une fille d'Ève. Née en 1814, elle a à peine dix-sept ans lorsqu'elle épouse Ferdinand du Tillet, qui la trompe cinq ans plus tard avec une femme de cinquante ans, madame Roguin.
Elle a eu une enfance malheureuse avec sa sœur aînée Marie-Angélique, à cause de leur mère, bigote hystérique dont leur père, monsieur de Granville, n'a pu compenser les méfaits qu'en éloignant ses filles en pension.
Marie-Eugénie a trouvé quelques consolations dans les leçons de piano que lui donne Wilhelm Schmucke, l'ami de Sylvain Pons dans Le Cousin Pons. C'est d'ailleurs à lui qu'elle fait appel lorsque sa sœur aînée se trouve en difficulté financière à cause de Raoul Nathan. Elle lui fait signer des lettres de change. Pour la première fois de sa vie, elle tient tête à son mari, en refusant de donner à celui-ci les comptes qu'il lui a demandés. Elle réussit de justesse à sauver sa sœur grâce à l'aide de Delphine de Nucingen et à la bienveillance de son beau-frère Félix de Vandenesse.
Marie-Eugénie du Tillet est également citée dans :
- La Maison Nucingen par Émile Blondet

Pour les références voir :
- Liste alphabétique des personnages d'Honoré de Balzac